# Zerei Kbrom Mezngi
Zerei Kbrom Mezngi (né le 12 janvier 1986 en Érythrée) est un athlète norvégien spécialiste des courses de fond.

## Biographie
Il remporte la médaille d'argent du 10 000 mètres lors des Championnats d'Europe 2022, à Munich, derrière l'Italien Yemaneberhan Crippa, établissant à cette occasion un nouveau record personnel en 27 min 46 s 94.

## Palmarès
| Date | Compétition                            | Lieu   | Résultat | Épreuve           | Performance    |
| ---- | -------------------------------------- | ------ | -------- | ----------------- | -------------- |
| 2021 | Championnats d'Europe de cross-country | Dublin | 3e       | Cross par équipes |                |
| 2022 | Championnats d'Europe                  | Munich | 2e       | 10 000 m          | 27 min 46 s 94 |

## Records
| Épreuve  | Performance    | Lieu    | Date         |
| -------- | -------------- | ------- | ------------ |
| 10 000 m | 27 min 41 s 44 | Londres | 20 mai 2023  |
| Marathon | 2 h 7 min 10 s | Valence | 21 août 2022 |